# Yo seré tu mundo
Yo seré tu mundo fue una telenovela argentina producida y dirigida para Canal 13 (hoy eltrece) en 1964. Estuvo protagonizada por Beatriz Día Quiroga y Rodolfo Salerno.
La telenovela fue presentada en el espacio Teleteatro Palmolive del Aire.

## Elenco
- Beatriz Día Quiroga - Alicia
- Rodolfo Salerno - Andrés
- Margarita Corona
- Sara Prósperi
- Lucio Deval
- Rodolfo Onetto

## Equipo técnico
- Historia: María del Carmen Martínez Payva